# Rathausstraße 11a (Mönchengladbach)

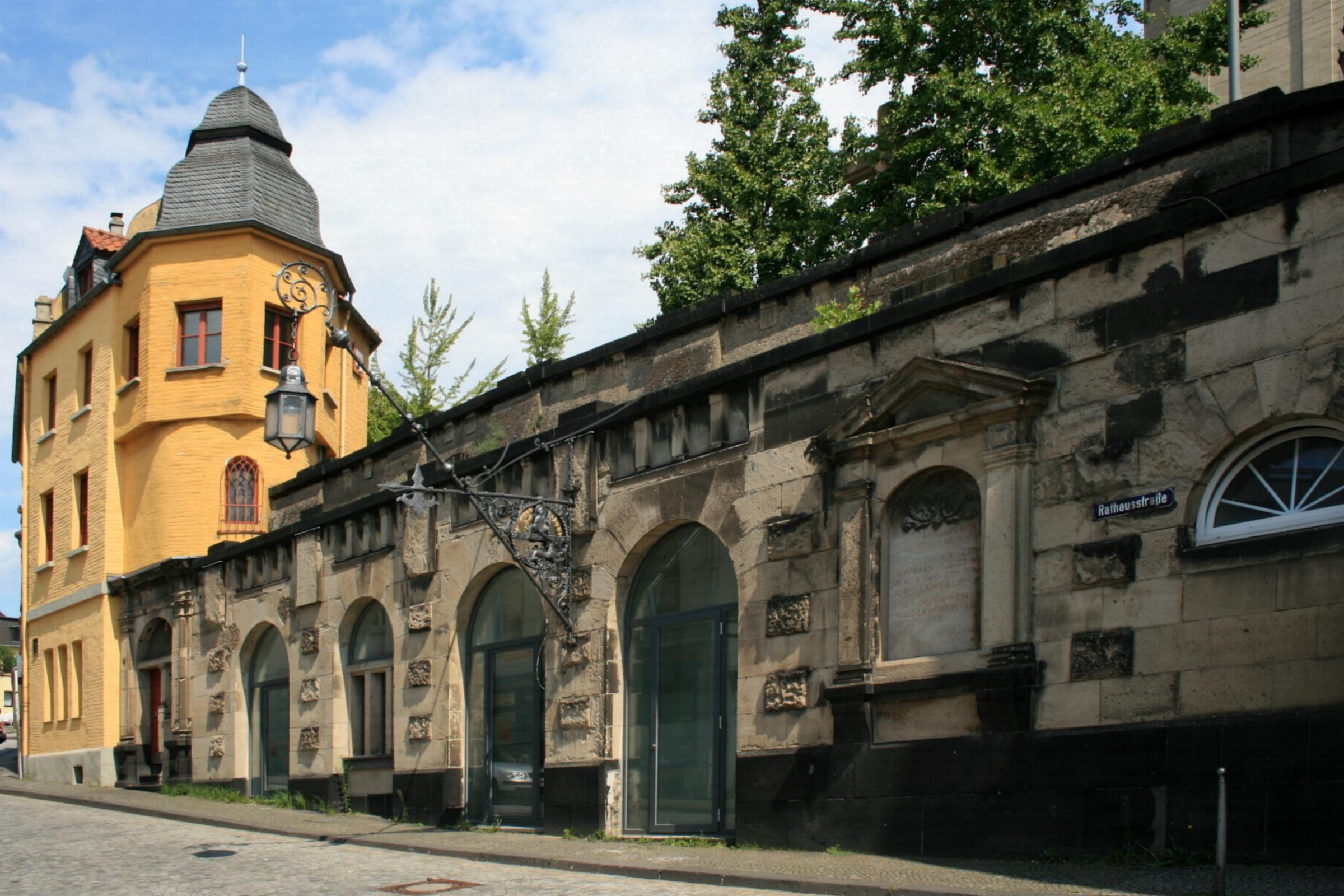
Ehemalige Toilettenanlage, 2010

Die ehemalige Toilettenanlage Rathausstraße 11a steht in Mönchengladbach (Nordrhein-Westfalen) im Stadtteil Gladbach.
Das Gebäude wurde 1905 erbaut. Es wurde unter Nr. R 081 am 18. September 1991 in die Denkmalliste der Stadt Mönchengladbach eingetragen.

## Lage
Das Objekt liegt unterhalb des ehemals zur Benediktinerabtei Mönchengladbach gehörenden Gasthauses St. Vith an der zur Rathaus-Abtei führenden Rathausstraße gegenüber der Einmündung der Straße Abteiberg.

## Architektur
Es handelt sich um einen eingeschossigen straßenparallelen Bau aus Tuffstein über Sockel aus Basaltlava mit fünf großen Öffnungen, Steinbalustrade und zurückversetzter Abschlussmauer des teilweise begehbaren Daches zum Kirchplatz hin. Das Gebäude wurde ursprünglich als Toilettenanlage genutzt. Heute ist dort ein Ladengeschäft untergebracht. Das Baujahr wird mit 1905 angegeben. Das Haus ist aus städtebaulichen und architekturhistorischen Gründen als Denkmal schützenswert.